# Sint-Jozefkerk (Meers)
De Sint-Jozefkerk is een kerkgebouw in Meers (Groot-Meers) in de gemeente Stein in de Nederlandse provincie Limburg. Voor de kerk ligt een plantsoen met daarvoor de Kerkstraat. De begraafplaats ligt niet bij de kerk, maar ongeveer 50 meter noordelijker aan een andere straat. Op ongeveer 200 meter naar het noordwesten staat de Onze-Lieve-Vrouw-van-de-Rozenkranskapel.
De kerk is gewijd aan Sint-Jozef.

## Geschiedenis
In 1894 werd er houten noodkerk gebouwd.
In 1910 werd de huidige kerk gebouwd naar het ontwerp van Eg. Joosten, maar had toen slechts één beuk.
In 1932 werd de kerk uitgebreid met zijbeuken, een toren en een vergroting van het koor, naar ontwerp van Clemens Hardeman
Sinds 1932 is Meers een zelfstandige parochie. Voor die tijd behoorde Meers tot Elsloo en andere gehuchten (waaronder Kleine Meers) tot Stein.

## Opbouw
Het niet-georiënteerde gebouw bestaat uit een toren in het zuidoosten, een driebeukig schip met zes traveeën in basilicale opstand en een driezijdig gesloten koor met drie traveeën. De ongelede toren heeft een rechthoekig grondplan, twee galmgaten met galmborden aan drie zijden, een schilddak en een dakruiter. Zowel het middenschip als de zijbeuken hebben steunberen. Het koor heeft geen steunberen. Elke travee van het middenschip en het koor heeft een spitsboogvenster, elke travee van de zijbeuken heeft twee spitsboogvensters. De kerk is opgetrokken in baksteen met een plint van natuursteen.

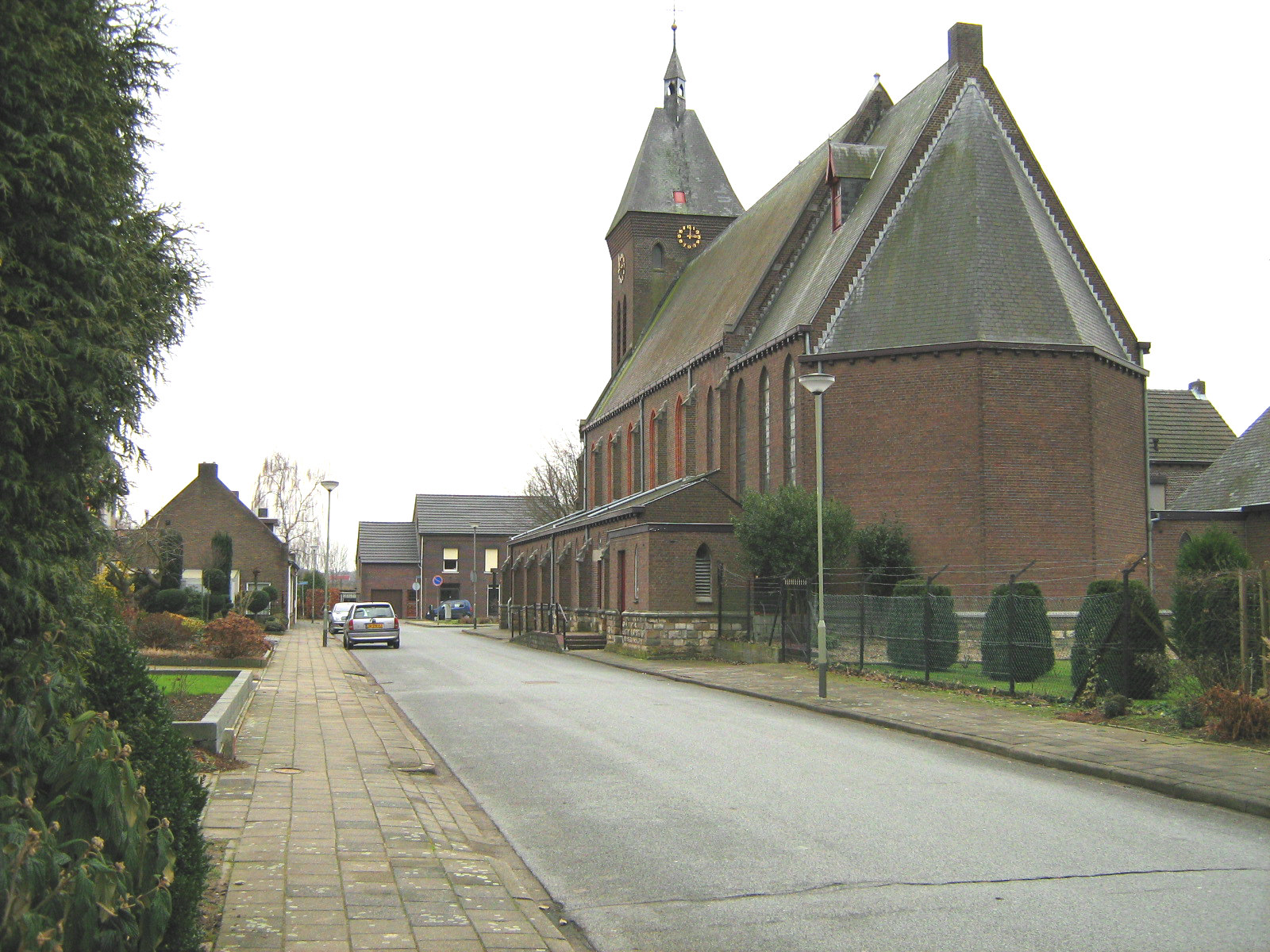